# Luo Huan
Dans ce nom, le nom de famille, Luo, précède le nom personnel.
Pour les articles homonymes, voir Luo.
Luo Huan est une gymnaste artistique chinoise, née le 6 mars 2000 à Xiantao dans la province du Hubei.

## Biographie
En 2017, Luo Huan remporte quatre médailles aux Championnats d'Asie à Bangkok : deux en or (concours par équipe et barres asymétriques) et deux en argent (concours individuel et poutre). Cette même année, elle participe à ses premiers championnats du monde à Montréal, où elle se qualifie pour la finale des barres asymétriques.
En 2018, Chen Yile remporte trois médailles aux Jeux asiatiques à Jakarta : l'or par équipes et l'argent au concours général individuel et aux barres. La même année, aux championnats du monde à Doha, elle remporte une médaille de bronze par équipes, puis se classe 9e de la finale du concours général individuel et 4e de celle des barres.

## Palmarès

### Championnats du monde
- Montréal 2017
  - 7e  aux barres asymétriques

- Doha 2018
  -  médaille de bronze au concours par équipes
  - 4e aux barres asymétriques
  - 9e au concours général individuel

### Championnats d'Asie
- Bangkok 2017
  -  médaille d'or au concours par équipes
  -  médaille d'or aux barres asymétriques
  -  médaille d'argent au concours général individuel
  -  médaille d'argent à la poutre
  - 4e au sol

### Jeux asiatiques
- Jakarta 2018
  -  médaille d'or au concours par équipes
  -  médaille d'argent au concours général individuel
  -  médaille d'argent aux barres asymétriques